# Mieczysław Wnuk
Mieczysław Wnuk (ur. 1 stycznia 1917 w Zakopanem, zm. 20 kwietnia 2010) – polski kombinator norweski, zawodnik klubu TS Wisła Zakopane.

## Życiorys
Był synem Jana Wnuka i Józefy Krzeptowskiej-Wnuk oraz bratem Włodzimierza Wnuka. Dzieciństwo spędził w domu przy ul. Kościeliskiej 8, w którym do dziś mieści się Restauracja "U Wnuka", przed wojną prowadzona przez Jana Wnuka. Od najmłodszych lat interesował się narciarstwem. Jako uczeń gimnazjum, pod zmienionym nazwiskiem (Wnęk) brał udział w organizowanych w Zakopanem konkursach skoków i biegów narciarskich. W latach 1937–1939 był zawodnikiem TS Wisła Zakopane, specjalizując się w kombinacji norweskiej. Jego pierwszy oficjalny, seniorski start w mistrzostwach polski w tej dyscyplinie miał miejsce w Wiśle w 1937 roku. Zajął wówczas 6. miejsce. Rok później, w zawodach organizowanych w Zakopanem został mistrzem Polski w kombinacji norweskiej oraz wicemistrzem w biegu na 18 kilometrów oraz zawodach drużynowych w kombinacji norweskiej (w skład drużyny zakopiańskiej Wisły wchodzili również: Marian Woyna Orlewicz, Michał Górski oraz Tadeusz Wowkonowicz). W 1939 roku startował również w mistrzostwach Polski w narciarstwie alpejskim, zajmując odpowiednio miejsca: 5. w kombinacji alpejskiej i 6. w biegu zjazdowym.
W 1939 roku wziął udział w Mistrzostwach Świata w Narciarstwie Klasycznym, rozgrywanych w Zakopanem w dniach 11-19 lutego. Startując w kombinacji norweskiej zajął 8. miejsce w klasyfikacji generalnej. W tym samym roku, podczas zawodów rozgrywanych w Trondheim/Lillehammer został akademickim mistrzem świata w kombinacji norweskiej.
W 1938 ukończył w Dywizyjny Kurs Podchorążych Rezerwy 21 DPG przy 4 Pułku Strzelców Podhalańskich w Cieszynie, którego dowódcą był wówczas mjr Antoni Karol Michalik.
Po wybuchu II wojny światowej został zmobilizowany. Podczas wojennej tułaczki trafił najpierw do Lwowa, a następnie skierował się ku granicy rumuńskiej. Wobec podjęcia informacji o zajęciu wschodnich terenów II Rzeczypospolitej przez wojska sowieckie, zawrócił do Lwowa, by w październiku 1939 roku powrócić do Zakopanego. Stamtąd, w styczniu 1940 roku przez Węgry przedostał się do Francji. Tam, w stopniu aspiranta, został wcielony do III batalionu 2 Pułku Grenadierów Wielkopolskich na stanowisko zastępcy dowódcy plutonu dowodzenia. Na tym stanowisku walczył w kampanii francuskiej. Po rozwiązaniu pułku (21 czerwca 1940) udało się mu przedrzeć do strefy Vichy, udając się w okolice Grenoble. Tam też, wraz z innymi zakopiańczykami utworzył „Groupe skier des Etudients Polonais” – grupę polskich studentów-narciarzy, działającą przy Club Alpin Francais (działającą do 1942 roku). W latach 1941–1943 Mieczysław Wnuk startował w licznych zawodach w kombinacji norweskiej i narciarstwie alpejski m.in. w Lans, Autrans, L’Alpe d’Huez, Chamonix, a także w konkursach Grand Prix des Aloes i Grand Prix de la Legion de Briangou. Pełnił również funkcję trenera biegów i skoków zawodników okręgu Grenoble.
W 1943 roku Francji Mieczysław Wnuk przez Hiszpanię i Gibraltar przedostał się 4 lutego 1943 do Wielkiej Brytanii. Tam – z uwagi na umiejętności i doświadczenie – został skierowany jaki instruktor do szkolenia komandosów w Dunblane. Wstąpił również na polski Wydział Prawa przy Uniwersytecie Oksfordzkim, który ukończył w 1946 roku. W 1950 roku wyjechał do Stanów Zjednoczonych, gdzie zamieszkał w Trenton. W latach 1974–1987 kilkukrotnie przyjeżdżał do Polski. W 2006 roku opublikował swoje wspomnienia w książce pt. „Z Kościeliskiej do Anglii: wojenna tułaczka”.